# La Sala (Losera)
La Sala (en francès La Salle-Prunet) és un municipi del departament francès del Losera, a la regió d'Occitània.